# Großer Wusterwitzer See
Der Große Wusterwitzer See oder auch nur Wusterwitzer See ist ein See im Westen des Landes Brandenburg bei der Ortschaft Wusterwitz, nach der er benannt wurde.

## Beschreibung
Am Westufer des Sees befindet sich der Ort Wusterwitz. Der Name leitet sich vom altpolabischen Wort vostrov für Insel ab. Durch den See verläuft die Kreisgrenze zwischen Potsdam-Mittelmark und der kreisfreien Stadt Brandenburg an der Havel mit deren Stadt- und Ortsteil Kirchmöser nahe dem Ostufer des Sees. Eine im Nordwesten in den See hineinragende Halbinsel trägt den Namen Werdereck.
Der See gehört zum Brandenburger Stadtseenbecken, auch als Plauer Havelseenbecken bezeichnet. Es entstand unmittelbar im Rückland der Eisrandlage während der Brandenburg-Phase der Weichsel-Kaltzeit als Exarationsbecken. Die Havelseen gelten als traditionsreiches Fischereigebiet. Nach dem Niedergang von Industrien, dem Bau von Kläranlagen und der Reduzierung des Eintrags von Dünger durch die Landwirtschaft hat sich die Qualität des Wassers deutlich verbessert.
Der Wusterwitzer See besitzt einen Abfluss nach Norden zum Wendsee. Die Fläche beträgt etwa 172 Hektar und er hat eine Tiefe von etwa 9 Metern. Fischereiwirtschaftlich wird er als Zandersee beziehungsweise Aal-Hecht-Zandersee zu den fischreichen Seen der Havel gezählt. Das Ufer wird neben einem breiten Schilfgürtel von Badestellen, Bootsanleger und Hausgrundstücken eingenommen. Als Besonderheit wird das Vorkommen des stark gefährdeten Europäischen Strandlings beschreiben.
Im 19. Jahrhundert wurden am See drei Ziegeleien gebaut, die ihn und die Havel als Verkehrsweg in Richtung Berlin und Brandenburg nutzten. Weiterhin entstand eine Schiffswerft, die nicht mehr besteht. In den 1990er Jahren entstand eine Marina und die Promenade am südlichen Ufer wurde ausgebaut. Wassertourismus spielt eine erhebliche Rolle.
Der Wusterwitzer See gehört zur Bundeswasserstraße Wasserstraße (Kleiner) Wendsee-Wusterwitzer (See) (WWW), einer Nebenwasserstraße des Elbe-Havel-Kanals.